# Muzeum Polskich Organów Elektronicznych
Muzeum Polskich Organów Elektronicznych – polskie muzeum historii kultury muzycznej i technicznej z siedzibą w Gnieźnie posiadające największe na świecie zbiory elektrofonów klawiszowych polskiej produkcji, decyzją ministra kultury wpisane w 2020 do wykazu muzeów.

## Działalność
Muzeum powstało z inicjatywy Dawida Junga i zostało założone przez Wandę, Jacka, Macieja i Dawida Jungów (dyrektorów i kustoszy placówki kulturalnej). Muzeum posiada ponad sto różnych zabytkowych modeli. Zadaniem muzeum jest ocalenie pamięci po polskiej produkcji syntezatorów muzycznych, organów elektronicznych, keyboardów i klawiatur sterujących MIDI z lat 60–90. XX w., produkowanych systemem przemysłowym (jak firmy BFA, Unitra, Eltra) lub rzemieślniczym (jak niskonakładowa produkcja spółdzielni inwalidzkich – głównie instrumenty edukacyjne lub zabawkowe dla dzieci). Zbiory podzielone są na trzy działy: estradowe, młodzieżowe i dziecięce. W muzeum przechowywane są unikalne eksponaty, jak: syntezator Eltra Eltronic 109 z numerem seryjnym 0001, Transiston AB-1P w wersji gabinetowej, Byfakord B-1, prototypowe Eltronic 101R, Brawo OW-1 czy Techtronik W-1.
Ze zbiorów muzealnych korzystają zawodowi muzycy, o czym wspomina reportaż opublikowany na antenie Polskie Radio Program III pt. Stare polskie syntezatory podbijają Londyn, zbiory muzealne pokazywane były także w programie Teleexpress oraz na antenie TVP Info.
Przy muzeum, oprócz archiwum i biblioteki, powołano także kolegium doradcze, w skład którego wchodzą osoby wyróżniające się wiedzą muzyczną, zajmujące się edukacją z zakresu muzyki lub prowadzące działalność promocyjną w tym zakresie.
Muzeum angażuje się corocznie w przygotowania do wielkopolskiej „Nocy Muzeów” (np. wystawa czasowa: „Zapomniane dziedzictwo – polskie organy elektroniczne”), organizuje również koncerty, podczas których prezentowane są możliwości muzyczne zabytkowych instrumentów (np. MEGA MA-101, Eltra Eltronic 109, Unitra B-11) lub specjalne stoiska dla dzieci podczas wystaw czasowych, w trakcie których najmłodsi mogą zagrać na żywo na popularnych niegdyś modelach organów elektronicznych typu: Unitra Żaczek, Unitra Student 106 lub Elwro Elwirka. Pracownicy muzeum biorą udział również w sympozjach muzykologicznych.